# Młody zając (Dürer)
Młody zając – akwarela niemieckiego artysty Albrechta Dürera z 1502 roku.
Dzieło przedstawia siedzącego młodego zająca szaraka. Powstało w 1502 roku. Znajduje się w zbiorach galerii Albertina w Wiedniu.
Po raz ostatni Młody zając został pokazany publicznie w 2020 roku.